# Leptodactylus dominicensis
Leptodactylus dominicensis és una espècie de granota que viu a la República Dominicana.
Està amenaçada d'extinció per la pèrdua del seu hàbitat natural.